# 南甸河 (澜沧江)
南甸河，也称南汀河，是位于中华人民共和国云南省普洱市澜沧拉祜族自治县东南部糯扎渡镇境内的一条河流，为澜沧江右岸支流。河名源自傣语，意为“低水河”。发源于糯扎渡镇窑房坝村平掌寨东南蚌塘后山东侧，蜿蜒向北流，至石狮子以南转东南流，至雅口村三道河以东转东北流，最后于荒坝河村团田以北汇入澜沧江。河流全长42.8千米，流域面积227.1平方千米，落差1620米，河道平均比降25.5‰。
在2022年澜沧县人民政府发布的河湖管理范围整改划定方案的公示中，南甸河全长为47.207千米。